# 朱大可
朱大可（1957年—），祖籍福建武平，生於上海，當代文化批評家、小說家、隨筆作家。

## 生平
當過製造照相机的技工，1979年考進華東師範大學中文系，澳洲悉尼科技大学哲學博士，现任同济大学教授。以苛評聞名，和李澤厚、劉再復、劉曉波等人齊名。是中國當代的批評家之一。

## 著作
《燃燒的迷津》、《逃亡者檔案》、《聒噪的時代》、《十作家批判書》、《話語的狂歡》《记忆的红皮书》等。